# Kuba-Rundfahrt
Die Kuba-Radrundfahrt (spanisch Vuelta Ciclística a Cuba) war ein mehrtägiges Straßenrennen, das zwischen 1964 und 2010 insgesamt 35 Mal jeweils im Februar in Kuba ausgetragen wurde. Die Kuba-Rundfahrt war Teil der America Tour des Weltradsportverbandes UCI und in der Kategorie 2.2 eingestuft.
Initiiert wurde die Kuba-Rundfahrt 1964 von dem Journalisten Reinaldo Paseiro Rodríguez. Die Organisation des Etappenrennens und die Vorbereitung der kubanischen Radrennfahrer erfolgte mit Unterstützung von Trainern aus der DDR und der Sowjetunion. Bis 1966 war die Kuba-Rundfahrt ein nationales Rennen ohne Teilnahme ausländischer Radrennfahrer.
Klassischerweise führte die Route von Baracoa, der östlichsten Stadt Kubas, mit Etappenankünften in den größeren Städten Guantánamo, Santiago de Cuba, Holguín, Las Tunas, Camagüey, Ciego de Ávila, Sancti Spíritus, Santa Clara und Cienfuegos zum Ziel in Havanna. Die Route ändert sich von Jahr zu Jahr, so dass auch kleinere Städte wie Morón angefahren werden. Bergankünfte gibt es unter anderem im Escambray-Gebirge (Topes de Collantes). Beginn der Tour ist die Fahrt über die La Farola genannte Passstraße von Baracoa nach Guantánamo.
Einziger deutscher Gesamtsieger war Olaf Jentzsch (1983).
Die Rundfahrt musste häufig aus wirtschaftlichen Gründen abgesagt werden, so in den Jahren 1970, 1975, 1982, durchgehend im Zeitraum 1991–1999 (sog. „Sonderperiode“) sowie erneut seit 2011.

## Sieger
| - 2010 Arnold Alcolea - 2009 Arnold Alcolea - 2008 Pedro Pablo Pérez - 2007 Svein Tuft - 2006 Pedro Pablo Pérez - 2005 Damián Martínez - 2004 Pedro Pablo Pérez - 2003 Todd Herriot - 2002 Filippo Pozzato - 2001 Pedro Pablo Pérez - 2000 Pedro Pablo Pérez - 1991–1999 nicht ausgetragen - 1990 Eduardo Alonso | - 1989 Eduardo Alonso - 1988 Eduardo Alonso - 1987 Eduardo Alonso - 1986 Eduardo Alonso - 1985 Oleksandr Sinowjew - 1984 Eduardo Alonso - 1983 Olaf Jentzsch - 1982 nicht ausgetragen - 1981 Jorge Pérez - 1980 Aldo Arencibia - 1979 Carlos Cardet - 1978 Sergei Suchorutschenkow - 1977 Carlos Cardet | - 1976 Aldo Arencibia - 1975 nicht ausgetragen - 1974 Carlos Cardet - 1973 Leonardo Hernández - 1972 Aldo Arencibia - 1971 Raúl Marcelo Vázquez - 1970 nicht ausgetragen - 1969 Sergio Martínez - 1968 Sergio Martínez - 1967 Henryk Kowalski - 1966 Sergio Martínez - 1965 Rodolfo Noriega - 1964 Sergio Martínez |